# Parva naturalia
Parva naturalia è il titolo convenzionale, introdotto da Egidio Romano, per un corpus minore di opere di Aristotele.
Si tratta di un gruppo di opere che discutono di fenomeni naturali che coinvolgono il corpo e l'anima dell'essere umano, in 8 trattati (i numeri si riferiscono all'edizione di riferimento di August Immanuel Bekker), fortemente connessi al De anima, che sarebbe una sorta di loro perfezionamento.
Alcune edizioni aggiungono come nono testo il De spiritu pseudo-aristotelico.

## De sensu et sensibilibus
L'opera analizza la percezione sensibile e i suoi oggetti, criticando le teorie formulate da Empedocle, Platone e Democrito riguardo alla vista. Tuttavia, l'autore non esamina tutti e cinque i sensi, escludendo l'udito e il tatto e concentrandosi in modo particolare sull'olfatto. 

## De memoria et reminiscentia
L'opera si inserisce all’interno del dibattito con Platone e la medicina ippocratica contemporanea. A differenza degli altri trattati, più concentrati sugli aspetti fisiologici, nel De memoria l’aspetto teoretico è predominante, in quanto viene messa in primo piano la definizione formale di memoriaː Aristotele, infatti, si interroga su quale sia la definizione, dunque l’essenza della memoria, per quale motivo avviene e a quale parte dell'anima appartiene.

## De somno et vigilia
L'opera descrive il sonno, che ha luogo a causa di un uso eccessivo dei sensi o della digestione, quindi è vitale per il corpo. Mentre una persona dorme, le attività critiche, che includono pensare, sentire, ricordare e ricordare, non funzionano come durante la veglia. Poiché una persona non riesce a percepire durante il sonno, non può avere desiderio, che è il risultato della sensazione. 
Tuttavia, i sensi sono in grado di funzionare durante il sonno, anche se in modo diverso, a meno che non siano stanchi.

## De insomniiseDe divinatione per somnum
Il primo trattato afferma che i sogni non implicano effettivamente il rilevamento di uno stimolo. Nei sogni, la sensazione è ancora coinvolta, ma in modo alterato. Aristotele spiega che quando una persona fissa uno stimolo in movimento come le onde in uno specchio d'acqua, e poi distoglie lo sguardo, la prossima cosa che guarda sembra avere un moto ondoso. Quando una persona percepisce uno stimolo e lo stimolo non è più al centro della sua attenzione, lascia un'impressione.
Nel secondo saggio si argomenta che, poiché una persona che dorme è in uno stato suggestionabile e incapace di formulare giudizi, viene facilmente ingannata da ciò che appare nei suoi sogni, come una persona infatuata. Questo porta la persona a credere che il sogno sia reale, anche quando i sogni risultano assurdi in natura.

## De longitudine et brevitate vitae
L'opera compie un'analisi, concisa ma rigorosa, delle possibili cause della longevità nei vari esseri viventi.

## De iuventute et senectute,De vita et morte,De respiratione
Questi tre trattati appaiono connessi tra loro oltre che al precedente, in quanto costituiscono un'analisi unitaria su biologia e fisiologia della durata media della vita delle varie specie vegetali e animali.